# Ньютаунабби (район)
Ньютаунабби (англ. Newtownabbey Borough Council) — район, существовавший до 1 апреля 2015 года в Северной Ирландии в графстве Антрим.
В 2011 году предлагалось объединить район с районом Антрим, однако в июне 2010 года Кабинет министров Северной Ирландии сообщил, что не может согласиться с реформой местного самоуправления и существующая система районов останется прежней в обозримом будущем.
С 1 апреля 2015 года объединен с районом Антрим в район Антрим-энд-Ньютаунабби